# Wrestle Dynasty
Wrestle Dynasty – gala wrestlingu, współwyprodukowana przez federację i dla zawodników Japońskich organizacji New Japan Pro-Wrestling (NJPW) i World Wonder Ring Stardom, amerykańskie organizacje All Elite Wrestling (AEW) i Ring of Honor (ROH) oraz meksykańską organizację Consejo Mundial de Lucha Libre (CMLL). Odbyła się 5 stycznia 2025 w Tokyo Dome w Tokio w Japonii, noc po Wrestle Kingdom 19 od NJPW. Emisja była przeprowadzana na żywo za pośrednictwem Triller TV i NJPW World oraz w systemie pay-per-view.
Na gali odbyło się dwanaście walk, w tym dwie podczas pre-show. W finałowym pojedynku wydarzenia, który był promowany jako część podwójnego main eventu, Zack Sabre Jr. pokonał Ricocheta, aby zachować IWGP World Heavyweight Championship. W drugim głównym wydarzeniu Kenny Omega pokonał Gabe’a Kidda w pierwszejh walce Omegi od prawie dwóch lat z powodu zapalenia uchyłków. W innych ważnych walkach The Young Bucks (Matthew Jackson i Nicholas Jackson) pokonali United Empire (Great-O-Khana i Jeffa Cobba) oraz Los Ingobernables de Japon (Tetsuyę Naito i Hiromu Takahashiego), aby wygrać zwakowany IWGP World Tag Team Championship, a Mercedes Moné pokonała Minę Shirakawę w Winner Takes All matchu o NJPW Strong Women’s Championship i RevPro Undisputed British Women’s Championship.

## Produkcja

### Tło
Od 1992 roku japońska federacja wrestlingu zawodowego New Japan Pro-Wrestling (NJPW) organizuje coroczne show 4 stycznia w Tokyo Dome, profesjonalnym stadionie baseballowym w Tokio w Japonii; od 2007 roku wydarzenie to znane jest jako Wrestle Kingdom i od tego czasu stało się największym wydarzeniem wrestlingu zawodowego w Japonii. W latach 2019–2022 NJPW zorganizowało również drugie show Wrestle Kingdom w Tokyo Dome 5 stycznia. W 2025 roku show w Tokyo Dome 5 stycznia będzie znane jako „Wrestle Dynasty”. NJPW organizuje również wydarzenie New Year Dash!! w Tokio dzień po Wrestle Kingdom; w 2025 roku New Year Dash!! odbędzie się 6 stycznia, dzień po Wrestle Dynasty.
W lutym 2021 roku amerykańska organizacja wrestlingu zawodowego All Elite Wrestling (AEW) rozpoczęła współpracę z NJPW. Od tego czasu zarówno AEW, jak i NJPW zapraszali swoich wrestlerów na swoje wydarzenia. Współpraca ta zaowocowała powstaniem AEW x NJPW: Forbidden Door, corocznego współpromowanego wydarzenia pay-per-view (PPV) odbywającego się w Ameryce Północnej. AEW i NJPW współpracują również z meksykańską organizacją Consejo Mundial de Lucha Libre (CMLL): CMLL i NJPW współpracują od 2009 roku i od 2011 roku wspólnie produkują serię wydarzeń Fantastica Mania; a CMLL i AEW nawiązały współpracę w październiku 2023 roku.
W 2019 roku spółka macierzysta NJPW, Bushiroad, przejęła promocję joshi World Wonder Ring Stardom (Stardom); Stardom później, w 2024 roku, stało się pełnoprawną spółką zależną NJPW. W 2022 roku właściciel AEW, Tony Khan, przejął Ring of Honor (ROH) od poprzedniego właściciela, Sinclair Broadcast Group; przed przejęciem ROH również długo współpracował z NJPW, w tym współprodukował wydarzenia War of the Worlds i Global Wars w Ameryce Północnej oraz wydarzenia Honor Rising w Japonii.
22 sierpnia 2020 roku NJPW planowało zorganizować wydarzenie pod nazwą Wrestle Dynasty w Madison Square Garden w Nowym Jorku; z powodu pandemii COVID-19 wydarzenie zostało przełożone na 2021 roku, a następnie odwołane. Po wydarzeniu Forbidden Door w 2022 roku ówczesny prezes NJPW Takami Ohbari wyraził zainteresowanie organizacją kolejnego wydarzenia w Japonii; Tony Khan powiedział, że jest otwarty na pomysł, aby wrestlerzy AEW wystąpili w Japonii, ale powiedział, że takie wydarzenie nie będzie nosiło tytułu „Forbidden Door”. Przed wydarzeniem Forbidden Door w 2024 roku Khan wyraził zainteresowanie współpromowanym pokazem w Japonii, ale nie był zdecydowany, czy wydarzenie będzie iteracją Forbidden Door, czy też całkowicie nowym wydarzeniem.
30 czerwca 2024 roku podczas Forbidden Door ogłoszono, że Wrestle Dynasty odbędzie się 5 stycznia 2025 roku w Tokyo Dome. Gala będzie współprodukowana przez AEW, NJPW, CMLL, ROH i Stardom. Wrestle Dynasty będzie pierwszym wydarzeniem AEW PPV, które odbędzie się w Japonii, trzecim wydarzeniem AEW PPV poza Ameryką Północną (po wydarzeniach All In w 2023 i 2024 roku, które odbyły się na stadionie Wembley w Londynie w Anglii) oraz pierwszym wydarzeniem AEW, które odbędzie się na profesjonalnym stadionie baseballowym.

### Rywalizacje
Wrestle Dynasty będzie oferowało walki profesjonalnego wrestlingu z udziałem wrestlerów należących do federacji All Elite Wrestling. Oskryptowane rywalizacje (storyline’y) kreowane są podczas cotygodniowych gal Dynamite, Rampage, Collision, Honor Club TV oraz Super Viernes; a także na innych wydarzeniach AEW, CMLL, NJPW, ROH i Stardom. Wrestlerzy są przedstawieni jako heele (negatywni, źli zawodnicy i najczęściej wrogowie publiki) i face’owie (pozytywni, dobrzy i najczęściej ulubieńcy publiki), którzy rywalizują pomiędzy sobą w seriach walk mających budować napięcie. Kulminacją rywalizacji jest walka wrestlerska lub ich seria.

## Wyniki walk
| Nr                                                                   | Wyniki | Stypulacje | Czas  |
| -------------------------------------------------------------------- | --- | --- | ----- |
| 1P                                                                   | Momo Watanabe (Stardom) (z Theklą) pokonała Willow Nightingale (AEW), Persephone (CMLL) i Athenę (ROH) poprzez pinfall                                                                          | Four-way match w finale turnieju International Women’s Cup Zwyciężczyni otrzymuje walkę o mistrzowstwo kobiet od wybranej przez siebie organizacji uczestniczącej w turnieju. | 11:13 |
| 2P                                                                   | The Sons of Texas (Dustin Rhodes i Sammy Guevara) (c) pokonali House of Torture (Sho i Yoshinobu Kanemaru) poprzez pinfall                                                                      | Tag team match o ROH World Tag Team Championship | 9:27  |
| 3                                                                    | Taiji Ishimori pokonał Hechicero, Kosei Fujitę, Soberano Jr., Mastera Wato, Máscara Doradę, Titána i El Desperado poprzez pinfall                                                               | Eight-man Lucha Gauntlet match | 16:23 |
| 4                                                                    | Hiroshi Tanahashi vs. Katsuyori Shibata zakończyło się remisem po przekroczeniu limitu czasu | Grappling Rules exhibition match | 5:00  |
| 5                                                                    | Mercedes Moné (Strong) pokonała Minę Shirakawę (British) poprzez pinfall | Winner Takes All match o Strong Women’s Championship i Undisputed British Women’s Championship                                                                                | 14:06 |
| 6                                                                    | David Finlay (z Gedo) pokonał Brody’ego Kinga poprzez pinfall | Singles match | 12:53 |
| 7                                                                    | Shota Umino pokonał Claudio Castagnoliego poprzez pinfall | Singles match | 14:31 |
| 8                                                                    | Konosuke Takeshita (c) (z Don Callisem) pokonał Tomohiro Ishiiego poprzez pinfall | Singles match o NEVER Openweight Championship i AEW International Championship                                                                                                | 13:30 |
| 9                                                                    | The Young Bucks (Matthew Jackson i Nicholas Jackson) pokonali United Empire (Great-O-Khana i Jeffa Cobba) oraz Los Ingobernables de Japon (Tetsuyę Naito i Hiromu Takahashiego) poprzez pinfall | Three-way tag team match o zwakowany IWGP Tag Team Championship | 13:46 |
| 10                                                                   | Yota Tsuji (c) pokonał Jacka Perry’ego poprzez pinfall | Singles match o IWGP Global Heavyweight Championship | 13:12 |
| 11                                                                   | Kenny Omega pokonał Gabe’a Kidda (z Clarkiem Connorsem i Drillą Moloneyem) poprzez pinfall | Singles match | 31:55 |
| 12                                                                   | Zack Sabre Jr. (z Hartleyem Jacksonem, Koseiem Fujitą, Robbiem Eaglesem i Ryoheiem Oiwą) pokonał Ricocheta poprzez submission                                                                   | Singles match o IWGP World Heavyweight Championship | 20:57 |
| (c) – mistrz/mistrzyni przed walkąP – walka miała miejsce w pre-show | | |       |

### Turniej International Women’s Cup
|  | | |                    |       | | |                    |   |                                    |                                    |  |  |  |  |
|  | Kwalifikacje wstępne AEW Dynamite: Thanksgiving Eve (27 listopada) AEW Collision (7 grudnia) Stardom (20 i 21 grudnia) | Kwalifikacje wstępne AEW Dynamite: Thanksgiving Eve (27 listopada) AEW Collision (7 grudnia) Stardom (20 i 21 grudnia) |                    |       | Kwalifikacje AEW Collision: Winter Is Coming (14 grudnia) Honor Club TV (12 grudnia) CMLL Super Viernes (13 grudnia) Stardom: (22 grudnia) | Kwalifikacje AEW Collision: Winter Is Coming (14 grudnia) Honor Club TV (12 grudnia) CMLL Super Viernes (13 grudnia) Stardom: (22 grudnia) |                    |   | Finał Wrestle Dynasty (5 stycznia) | Finał Wrestle Dynasty (5 stycznia) |  |  |  |  |
|  | Kwalifikacje wstępne AEW Dynamite: Thanksgiving Eve (27 listopada) AEW Collision (7 grudnia) Stardom (20 i 21 grudnia) | Kwalifikacje wstępne AEW Dynamite: Thanksgiving Eve (27 listopada) AEW Collision (7 grudnia) Stardom (20 i 21 grudnia) |                    |       | Kwalifikacje AEW Collision: Winter Is Coming (14 grudnia) Honor Club TV (12 grudnia) CMLL Super Viernes (13 grudnia) Stardom: (22 grudnia) | Kwalifikacje AEW Collision: Winter Is Coming (14 grudnia) Honor Club TV (12 grudnia) CMLL Super Viernes (13 grudnia) Stardom: (22 grudnia) |                    |   | Finał Wrestle Dynasty (5 stycznia) | Finał Wrestle Dynasty (5 stycznia) |  |  |  |  |
|  | | |                    |       | | |                    |   |                                    |                                    |  |  |  |  |
|  | | |                    |       | | |                    |   |                                    |                                    |  |  |  |  |
|  | Jamie Hayter | Pin |                    |       | | |                    |   |                                    |                                    |  |  |  |  |
|  | Jamie Hayter | Pin | AEW                |       | | |                    |   |                                    |                                    |  |  |  |  |
|  | Queen Aminata | 9:18 |                    |       | | |                    |   |                                    |                                    |  |  |  |  |
|  | Queen Aminata | 9:18 |                    |       | Jamie Hayter | 12:04 |                    |   |                                    |                                    |  |  |  |  |
|  | | |                    |       | Jamie Hayter | 12:04 |                    |   |                                    |                                    |  |  |  |  |
|  | | | Willow Nightingale | Pin   | | |                    |   |                                    |                                    |  |  |  |  |
|  | Serena Deeb | 9:55 | Willow Nightingale | Pin   | | |                    |   |                                    |                                    |  |  |  |  |
|  | Serena Deeb | 9:55 |                    |       | | |                    |   |                                    |                                    |  |  |  |  |
|  | Willow Nightingale | Pin |                    |       | | |                    |   |                                    |                                    |  |  |  |  |
|  | Willow Nightingale | Pin |                    |       | | |                    |   |                                    |                                    |  |  |  |  |
|  | | |                    |       | | |                    |   |                                    |                                    |  |  |  |  |
|  | CMLL | |                    |       | | |                    |   |                                    |                                    |  |  |  |  |
|  | Hanan | – |                    |       | | |                    |   |                                    |                                    |  |  |  |  |
|  | Hanan | – | Persephone         | Pin   | | |                    |   |                                    |                                    |  |  |  |  |
|  | Saki Kashima | – | Persephone         | Pin   | | |                    |   |                                    |                                    |  |  |  |  |
|  | Saki Kashima | – |                    |       | Reyna Isis | 12:37 |                    |   |                                    |                                    |  |  |  |  |
|  | Yuna Mizumori | 10:16 |                    |       | Reyna Isis | 12:37 |                    |   |                                    |                                    |  |  |  |  |
|  | Yuna Mizumori | 10:16 |                    |       | Sanely | – |                    |   |                                    |                                    |  |  |  |  |
|  | Momo Watanabe | Pin |                    |       | Sanely | – | Willow Nightingale | – |                                    |                                    |  |  |  |  |
|  | Momo Watanabe | Pin | Zeuxis             | –     | | | Willow Nightingale | – |                                    |                                    |  |  |  |  |
|  | | | Zeuxis             | –     | Persephone | – |                    |   |                                    |                                    |  |  |  |  |
|  | ROH | |                    |       | Persephone | – |                    |   |                                    |                                    |  |  |  |  |
|  | Fukigen Death | – |                    |       | Athena | 11:13 |                    |   |                                    |                                    |  |  |  |  |
|  | Fukigen Death | – | Athena             | Pin   | Athena | 11:13 |                    |   |                                    |                                    |  |  |  |  |
|  | Saya Iida | – | Athena             | Pin   | Momo Watanabe | Pin |                    |   |                                    |                                    |  |  |  |  |
|  | Saya Iida | – |                    |       | Momo Watanabe | Pin | Billie Starkz      | – |                                    |                                    |  |  |  |  |
|  | Syuri | Pin |                    |       | | | Billie Starkz      | – |                                    |                                    |  |  |  |  |
|  | Syuri | Pin |                    |       | Leyla Hirsch | – |                    |   |                                    |                                    |  |  |  |  |
|  | Ranna Yagami | 10:31 |                    |       | Leyla Hirsch | – |                    |   |                                    |                                    |  |  |  |  |
|  | Ranna Yagami | 10:31 | Red Velvet         | 10:20 | | |                    |   |                                    |                                    |  |  |  |  |
|  | | | Red Velvet         | 10:20 | | |                    |   |                                    |                                    |  |  |  |  |
|  | Stardom | |                    |       | | |                    |   |                                    |                                    |  |  |  |  |
|  | Tomoka Inaba | Pin |                    |       | | |                    |   |                                    |                                    |  |  |  |  |
|  | Tomoka Inaba | Pin | Momo Watanabe      | Pin   | | |                    |   |                                    |                                    |  |  |  |  |
|  | Koguma | – | Momo Watanabe      | Pin   | | |                    |   |                                    |                                    |  |  |  |  |
|  | Koguma | – |                    |       | Syuri | – |                    |   |                                    |                                    |  |  |  |  |
|  | Rina | – |                    |       | Syuri | – |                    |   |                                    |                                    |  |  |  |  |
|  | Rina | – |                    |       | Tomoka Inaba | 9:41 |                    |   |                                    |                                    |  |  |  |  |
|  | Waka Tsukiyama | 13:39 |                    |       | Tomoka Inaba | 9:41 |                    |   |                                    |                                    |  |  |  |  |
|  | Waka Tsukiyama | 13:39 | Suzu Suzuki        | –     | | |                    |   |                                    |                                    |  |  |  |  |
|  | | | Suzu Suzuki        | –     | | |                    |   |                                    |                                    |  |  |  |  |
|  | | |                    |       | | |                    |   |                                    |                                    |  |  |  |  |
|  | Hina | 15:01 |                    |       | | |                    |   |                                    |                                    |  |  |  |  |
|  | Hina | 15:01 |                    |       | | |                    |   |                                    |                                    |  |  |  |  |
|  | Konami | – |                    |       | | |                    |   |                                    |                                    |  |  |  |  |
|  | Konami | – |                    |       | | |                    |   |                                    |                                    |  |  |  |  |
|  | Aya Sakura | – |                    |       | | |                    |   |                                    |                                    |  |  |  |  |
|  | Aya Sakura | – |                    |       | | |                    |   |                                    |                                    |  |  |  |  |
|  | Suzu Suzuki | Pin |                    |       | | |                    |   |                                    |                                    |  |  |  |  |
|  | Suzu Suzuki | Pin |                    |       | | |                    |   |                                    |                                    |  |  |  |  |